# Chip art

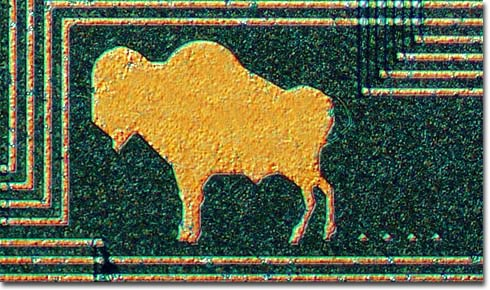
Chip art z bizonem

Chip art lub silicon art, chip graffiti, silicon doodling – mikroskopijnej wielkości rysunki wbudowane w układy scalone. 
Wykonywanie układów techniką fotolitografii pozwala na umieszczanie dodatkowych elementów na niewykorzystanych fragmentach powierzchni układu bez zwiększania kosztów produkcji. Projektanci układów scalonych wykorzystują ten fakt do umieszczania rysunków bezpośrednio na powierzchni układu: począwszy od prostych inicjałów autora po rozbudowane grafiki. Ze względu na niewielkie rozmiary układu scalonego rysunki nie są widoczne bez użycia mikroskopu. „Chip graffiti” jest czasem nazywane sprzętowym odpowiednikiem programowych Easter eggs.

## Tworzenie „chip art”
Układy scalone zbudowane są z wielu warstw materiałów (np. krzemu, dwutlenku krzemu, metali). Zróżnicowany skład i grubość poszczególnych warstw powodują różnice w wyglądzie i kolorze powierzchni układu. Warstwy te stanowią „paletę” dla projektantów topografii układów scalonych. 
Proces twórczy związany z projektowaniem układu scalonego, silne poczucie dumy z własnej pracy połączone z artystycznym temperamentem twórców skłaniają ich do sygnowania projektów. Często spotykane są inicjały lub nazwiska projektantów. Zdarzają się również niewielkie grafiki, loga lub symbole. Mogą być to rysunki posiadające osobiste znaczenie dla autora, komentarze do funkcjonalności układu, żarty lub nawet satyryczne odniesienia do przełożonych (np. kontrowersyjne „bill sux”, które podobno miało znaleźć się na układzie firmy Pentium, rzekoma „fotografia” okazała się mistyfikacją).
Masowa produkcja takich rysunków na powierzchni komercyjnych układów scalonych pozostaje niezauważana przez większość użytkowników i jest niezalecana przez producentów układów głównie ze względu na obawy, że obecność rysunków (w gruncie rzeczy niepotrzebnych) może wpływać na funkcjonalność pozostałych elementów, a także zaburzać proces powstawania układu.